# Jules Ducret
Jules Ducret war ein Schweizer Turner. Er nahm an den Olympischen Sommerspielen 1900 in Paris teil.